# تشارلز بروير
تشارلز بروير (بالإنجليزية: Charles Brewer)‏ هو لاعب كرة قاعدة أمريكي، ولد في 7 أبريل 1988 في براديس فالي في الولايات المتحدة.

## وصلات خارجية
- تشارلز بروير على موقع دوري كرة القاعدة الرئيسي (الإنجليزية)
- تشارلز بروير على موقعبيزبول رفرنس.كوم (الدوري الرئيسي) (الإنجليزية)
- تشارلز بروير على موقعبيزبول رفرنس.كوم (الدوري الثانوي) (الإنجليزية)
- تشارلز بروير على موقع إي إس بي إن.كوم (أم.أل.بي) (الإنجليزية)
- تشارلز بروير على موقع مشجعي الرسوم البيانية (الإنجليزية)